# Canton de Verdun-sur-Garonne
Le canton de Verdun-sur-Garonne est une circonscription électorale française du département de Tarn-et-Garonne.

## Histoire
À la suite du redécoupage cantonal de 2014, les limites territoriales du canton sont remaniées. Le nombre de communes du canton passe de 9 à 13.

## Représentation

### Conseillers d'arrondissement (de 1833 à 1940)
Le canton de Verdun avait deux conseillers d'arrondissement. 
Il appartenait à l'arrondissement de Castelsarrasin jusqu'en 1926.
| Période                                  | Période | Identité                       | Étiquette   | Qualité |
| ---------------------------------------- | ------- | ------------------------------ | ----------- | --- |
| 1833                                     | 1842    | Alexandre Andraud              |             | Maire de Verdun-sur-Garonne (1831-1848)                                                                     |
| 1833                                     | 1836    | Guillaume Jean Périès-Labarthe |             | Négociant, maire de Mas-Grenier (1830-1845)                                                                 |
| 1836                                     | 1842    | M. Debarbot                    |             | Propriétaire à Verdun-sur-Garonne                                                                           |
| 1842                                     | 1848    | M. Pétignot                    |             | Propriétaire à Bourret                                                                                      |
|                                          |         |                                |             | |
| 1886                                     | 1898    | Edmond Raspide                 | Républicain | Maire de Verdun-sur-Garonne (1884-1886, 1894-1897, 1898-1899 et 1899-1904)                                  |
| 1898                                     |         | Jean Casimir Bousigues         | Radical     | Agent-voyer en retraite, maire de Bouillac (1889-1901)                                                      |
|                                          |         |                                |             | |
| 1910                                     | 1919    | François Faget                 | Radical     | Maire de Verdun-sur-Garonne (1904-1919)                                                                     |
| 1919                                     | 1925    | Ferdinand Augé                 | Rad.ind.    | Entrepreneur de constructions mécaniques, maire de Mas-Grenier (1914-1918 et 1919-1949)                     |
| 1925                                     | 1940    | Jean-Marie Esquerré            | Radical     | Maire de Savenès (1919-1935)                                                                                |
| 1940                                     |         |                                |             | Les conseils d'arrondissement ont été suspendus par la loi du 12 octobre 1940 et n'ont jamais été réactivés |
| Les données manquantes sont à compléter. |         |                                |             | |

### Conseillers généraux de 1833 à 2015
| Période | Période      | Identité                                 | Étiquette   | Qualité |
| ------- | ------------ | ---------------------------------------- | ----------- | --- |
| 1833    | 1842         | Jean Joseph Gay                          |             | Propriétaire à Mas-Grenier Ancien député (1815) |
| 1842    | 1843         | Vicomte Jean de Barbot                   |             | Ancien officier chef d'escadron Avocat à Verdun-sur-Garonne, conseiller d'arrondissement |
| 1843    | 1848         | Jean Joseph Gay                          |             | Propriétaire à Mas-Grenier Ancien député (1815) |
| 1848    | 1852         | Vicomte Jean de Barbot                   |             | Avocat à Verdun-sur-Garonne |
| 1852    | 1858         | Albert Antoine d'Hébray de Pouzals       |             | Maire de Mas-Grenier (1852-1864) |
| 1858    | 1863         | Henri Double                             |             | Maire de Verdun-sur-Garonne (1851-1863) |
| 1863    | 1871         | Louis Étienne Claude d'Hébray de Pouzals |             | Propriétaire, Inspecteur général des chemins de fer du Midi Maire de Mas-Verdun |
| 1871    | 1912 (décès) | Léon Rolland                             | Républicain | Médecin en chef d'un asile d'aliénés Maire de Verdun-sur-Garonne Sénateur (1891-1912) Président du Conseil général (1886-1912)                                                                     |
| 1912    | 1925         | Justin de Selves                         | RG          | Avocat - Ancien préfet Sénateur (1909-1927) Ministre (1911-1912 et 1924) Président du Conseil général                                                                                              |
| 1925    | 1940         | Ferdinand Augé                           | Rad.ind.    | Entrepreneur de constructions mécaniques Député (1932-1936) Maire de Mas-Grenier (1914-1918 et 1919-1949), conseiller d'arrondissement Nommé membre de la Commission administrative départementale |
|         |              |                                          |             | |
| 1945    | 1951         | Alexandre Clamens                        | PCF         | Agriculteur, Maire de Verdun-sur-Garonne (1919-1925), (1929-1941) et (1944-1947) |
| 1951    | 1970 (décès) | Marius Granié (1886-1970)                | Rad.        | Ancien percepteur Maire de Saint-Sardos (1948-1970) |
| 1970    | 1994         | Jean Roger                               | Rad. MRG    | Vétérinaire Maire de Saint-Sardos (1971-2001) Conseiller régional (1984-1987) Sénateur (1984-1995)                                                                                                 |
| 1994    | 2015         | Denis Roger (fils du précédent)          | PRG         | Médecin généraliste Maire de Verdun-sur-Garonne (1989-2014) Ancien Président de la Communauté de communes Garonne et Gascogne                                                                      |

### Représentation depuis 2015
| Période élective | Période élective | Mandat | Mandat   | Identité           | Nuance | Nuance | Qualité |
| ---------------- | ---------------- | ------ | -------- | ------------------ | ------ | ------ | --- |
| 2015             | 2021             | 2015   | 2021     | Marie-Claude Nègre |        | PRG    | Inspectrice du travail Maire de Campsas Présidente de la Communauté de communes Grand Sud Tarn-et-Garonne                                                           |
| 2015             | 2021             | 2015   | 2021     | Denis Roger        |        | PRG    | Médecin généraliste Maire de Verdun-sur-Garonne (1989-2014) Ancien président de la Communauté de communes Garonne et Gascogne                                       |
| 2021             | 2028             | 2021   | en cours | Alain Belloc       |        | DVG    | Maire de Pompignan 8ème Vice-président du Conseil départemental |
| 2021             | 2028             | 2021   | en cours | Marie-Claude Negre |        | PRG    | Inspectrice du travail Maire de Campsas depuis 1995 Présidente de la Communauté de communes Grand Sud Tarn-et-Garonne 1ère Vice-présidente du Conseil départemental |

### Résultats détaillés

#### Élections de mars 2015
À l'issue du 1er tour des élections départementales de 2015, deux binômes sont en ballottage : Marie-Claude Nègre et Denis Roger (PRG, 33,77 %) et Laurence Dejean et Luc Portes (FN, 27,72 %). Le taux de participation est de 57,5 % (7 705 votants sur 13 401 inscrits) contre 58,89 % au niveau départemental et 50,17 % au niveau national.
Au second tour, Marie-Claude Nègre et Denis Roger (PRG) sont élus avec 64,29 % des suffrages exprimés et un taux de participation de 58,05 % (4 593 voix pour 7 778 votants et 13 399 inscrits).

#### Élections de juin 2021
Le premier tour des élections départementales de 2021 est marqué par un très faible taux de participation (33,26 % au niveau national). Dans le canton de Verdun-sur-Garonne, ce taux de participation est de 37,21 % (5 456 votants sur 14 663 inscrits) contre 40,22 % au niveau départemental. À l'issue de ce premier tour, deux binômes sont en ballottage : Alain Belloc et Marie-Claude Negre (PRG, 44,98 %) et Laurence Dejean et Luc Portes (RN, 21,16 %).
Le second tour des élections est marqué une nouvelle fois par une abstention massive équivalente au premier tour. Les taux de participation sont de 34,36 % au niveau national, 41,75 % dans le département et 37,64 % dans le canton de Verdun-sur-Garonne. Alain Belloc et Marie-Claude Negre (PRG) sont élus avec 72,78 % des suffrages exprimés (3 754 voix pour 5 521 votants et 14 666 inscrits),,. 

## Composition

### Composition avant 2015

Situation du canton de Verdun-sur-Garonne dans l'arrondissement de Montauban avant 2015.

Le canton de Verdun-sur-Garonne comprenait 9 communes.
| Nom                            | Code Insee | Codepostal | Superficie (km2) | Population (dernière pop. légale) | Densité (hab./km2) |
| ------------------------------ | ---------- | ---------- | ---------------- | --------------------------------- | ------------------ |
| Verdun-sur-Garonne (chef-lieu) | 82190      | 82600      | 36,26            | 4 394 (2012)                      | 121                |
| Bouillac                       | 82020      | 82600      | 30,45            | 603 (2012)                        | 20                 |
| Beaupuy                        | 82014      | 82600      | 11,81            | 316 (2012)                        | 27                 |
| Aucamville                     | 82005      | 82600      | 22,91            | 1 052 (2012)                      | 46                 |
| Bourret                        | 82023      | 82700      | 16,48            | 824 (2012)                        | 50                 |
| Comberouger                    | 82043      | 82600      | 12,22            | 284 (2012)                        | 23                 |
| Mas-Grenier                    | 82105      | 82600      | 24,66            | 1 259 (2012)                      | 51                 |
| Saint-Sardos                   | 82173      | 82600      | 26,56            | 920 (2012)                        | 35                 |
| Savenès                        | 82178      | 82600      | 22,57            | 771 (2012)                        | 34                 |

### Composition depuis 2015
Le canton de Verdun-sur-Garonne est désormais formé de 13 communes entières.
Toutes les communes se situent dans la communauté de communes Grand Sud Tarn-et-Garonne.
| Nom                                        | Code Insee | Intercommunalité             | Superficie (km2) | Population (dernière pop. légale) | Densité (hab./km2) | Modifier                                    |
| ------------------------------------------ | ---------- | ---------------------------- | ---------------- | --------------------------------- | ------------------ | ------------------------------------------- |
| Verdun-sur-Garonne (bureau centralisateur) | 82190      | CC Grand Sud Tarn-et-Garonne | 36,26            | 4 914 (2022)                      | 136                | modifier les données · modifier les données |
| Aucamville                                 | 82005      | CC Grand Sud Tarn-et-Garonne | 22,91            | 1 552 (2022)                      | 68                 | modifier les données · modifier les données |
| Beaupuy                                    | 82014      | CC Grand Sud Tarn-et-Garonne | 11,81            | 274 (2022)                        | 23                 | modifier les données · modifier les données |
| Bouillac                                   | 82020      | CC Grand Sud Tarn-et-Garonne | 30,45            | 577 (2022)                        | 19                 | modifier les données · modifier les données |
| Campsas                                    | 82027      | CC Grand Sud Tarn-et-Garonne | 15,01            | 1 472 (2022)                      | 98                 | modifier les données · modifier les données |
| Canals                                     | 82028      | CC Grand Sud Tarn-et-Garonne | 7,35             | 807 (2022)                        | 110                | modifier les données · modifier les données |
| Dieupentale                                | 82048      | CC Grand Sud Tarn-et-Garonne | 6,14             | 1 644 (2022)                      | 268                | modifier les données · modifier les données |
| Fabas                                      | 82057      | CC Grand Sud Tarn-et-Garonne | 6,30             | 695 (2022)                        | 110                | modifier les données · modifier les données |
| Grisolles                                  | 82075      | CC Grand Sud Tarn-et-Garonne | 17,60            | 4 206 (2022)                      | 239                | modifier les données · modifier les données |
| Mas-Grenier                                | 82105      | CC Grand Sud Tarn-et-Garonne | 24,66            | 1 303 (2022)                      | 53                 | modifier les données · modifier les données |
| Pompignan                                  | 82142      | CC Grand Sud Tarn-et-Garonne | 12,17            | 1 810 (2022)                      | 149                | modifier les données · modifier les données |
| Saint-Sardos                               | 82173      | CC Grand Sud Tarn-et-Garonne | 26,56            | 1 135 (2022)                      | 43                 | modifier les données · modifier les données |
| Savenès                                    | 82178      | CC Grand Sud Tarn-et-Garonne | 22,57            | 828 (2022)                        | 37                 | modifier les données · modifier les données |
| Canton de Verdun-sur-Garonne               | 8215       |                              | 239,79           | 21 217 (2022)                     | 88                 | modifier les données                        |

## Démographie

### Démographie avant 2015
| 1962  | 1968  | 1975  | 1982  | 1990  | 1999  | 2006  | 2011   | 2012   |
| ----- | ----- | ----- | ----- | ----- | ----- | ----- | ------ | ------ |
| 6 652 | 6 410 | 6 183 | 6 313 | 6 836 | 7 198 | 8 690 | 10 162 | 10 423 |

### Démographie depuis 2015
En 2022, le canton comptait 21 217 habitants, en évolution de +5,19 % par rapport à 2016 (Tarn-et-Garonne : +3,12 %, France hors Mayotte : +2,11 %).
| 2013   | 2018   | 2022   |
| ------ | ------ | ------ |
| 19 077 | 20 546 | 21 217 |